# Руська Правда
«Руська правда» (д.-рус. Правда рѹсьскаꙗ) — збірка стародавнього руського права, складена в Київській державі у XI—XII ст. на основі звичаєвого права. «Руська правда» містить норми кримінального, спадкового, торгового і процесуального законодавства.
Пам'ятка української мови. Зі всіх відомих пам'яток ХІ ст. специфічні риси української мови найбільшою мірою відобразила «Руська правда».

## Руська правда
«Руська правда» — найвизначніший збірник стародавнього руського права, важливе джерело для дослідження середньовічної історії права та суспільних відносин Русі і суміжних слов'янських народів.
Оригіналу «Руської правди» не знайдено, натомість збереглася значна кількість її списків з ХІІІ–XVIII ст. Досі відкрито їх більше 100. Історія постання «Руської правди» та її списків, що їх поділяють на три редакції (коротку, широку і скорочену), ще досі не є повністю досліджена. «Руську правду» (коротку редакцію) відкрив В. М. Татищев 1738 року в тексті Новгородського літопису, написаного у 1440-их роках, надрукував її А. Шлецер (1767). Згодом відкрито декілька списків короткої «Руської правди», найстарішими з яких є Академічний і Археографічний, обидва з того самого часу. Серед сотні списків широкої «Руської правди» найстарішими є Синодальний (збережений у тексті Кормчої книги з 1282 року) та Троїцький (віднайдений у тексті правничого збірника «Мірило Праведне», списаного у другій половині XIV ст.). Широку «Руську правду» вперше опублікував 1792 року І. Болтин. Від цих двох основних списків «Руської правди» дещо відрізняються списки середньої «Руської правди» (відомі з тексту Кормчої Книги з XVII ст.), яка, на думку більшості дослідників, була лише скороченням широкої редакції (М. Максимейко, О. Зимін); і походить з XV—XVII ст. (М. Тихомиров й ін. відносять середні до другої половини XII ст. й уважають її за основу для широкої редакції).
З видавців текстів «Руської правди», крім згаданих, слід назвати А. Мусіна-Пушкіна, М. Калачова, П. Мрочек-Дроздовського, М. Владимирського-Буданова, В. Сергеевича, С. Юшкова (видання АН УРСР), Б. Грекова, О. Зиміна та інші. «Руську правду» німецькою мовою видали Ґ. Еверс (1826), Е. Тобіен (1843—1844), Л. Ґетц (1910—1913); французькою — М. Шефтель (1963), польською — Іґнаци Бенедикт Раковецький (1820–22) й А. Кухарскі (1838), англійською — Г. Вернадський (1947). Повний корпус усіх досі відомих текстів вміщено в 3-томному виданні АН СРСР «Правда Русская» (1940—1963; за редакцією Б. Грекова).
Досліди над історією «Руської правди» і систематизацією її списків вели М. Калачов, В. Ключевський. В. Сєргеевич, Л. Ґетц та інші. Джерела «Руської правди», а зокрема чужонаціональні впливи на неї, досліджував М. Карамзін (візантійське канонічне право і право цісарське, зокрема Номоканон). М. Калачов і В. Ключевський добачали в «Руській правді» твір духовенства, призначений для духовних судів у світських справах, опертий на звичаєве право, а дехто знаходив у «Руській правді» впливи болгарського права IX—X ст. В СРСР досліди над «Руською правдою» велися насамперед над суспільними відносинами Київської Русі й феодального устрою (Б. Греков, Л. Черепнін й ін.) та її культури (Б. Романов), а також над внутрішньою історією поодиноких правних норм та їх змістом (С. Юшков й ін.).

## Коротка «Руська правда»
Коротка «Руська правда» (43 статті) поділяється на 4 частини:
1. Правда Ярослава або Найдавніша Правда — найстарішу, як її називають дослідники, що не погоджуються з поглядом, що «Руську правду» проголосив князь Ярослав Мудрий (В. Сергеєвич, А. Пресняков, М. Тихоміров); вона охоплює статті від 1 до 18, також, можливо, статті 42 та 43[5];
2. Правда Ярославичів — звана також Уставом Ярославичів (статті 19 — 41);
3. Покон вірного — встановлює оплати вирникам (ст. 42)
4. Урок мостникам (ст. 43).

«Правда Ярослава», на думку одних дослідників, постала біля 1016, інших — у 1030-их pp. Постанови цієї найстарішої «Руської правди» сягають VIII—IX ст., а то й раніших часів, з яких вона перебрала інститут кровної помсти, що її згодом замінено (хоч не повністю) грошовою карою. «Правда Ярославичів» складена на з'їзді Ярославових синів: князів Ізяслава, Всеволода і Святослава у Вишгороді 1072 (М. Тихоміров, С. Юшков, Л. Черепнін) або у 1032–1054 (Б. Греков, А. Зимін). Норми «Правди Ярославичів» з особливою увагою охороняють інтереси князя, його домінальне господарство, урядовців і майно. Різні грошові кари за вбивство, залежно від суспільного становища вбитого, вказують на розшарування суспільства. Найбільше норм коротка «Руська правда» присвячує охороні життя, здоров'я і майна; вона складається з норм карного й карно-процесуального права.

## Розширена правда
Широка «Руська правда» (121 стаття) була найбільш поширена. Віднайдені близько 100 списків поділяються на три групи: Синодально-Троїцьку, Пушкінську і Карамзінську. Щодо часу постання її та її частин думки поділені: за Ж. Третяковським та Р. Ткачуком;— її складено під час князювання Володимира Мономаха (після 1113), за Б. Грінкою;— за князювання Мстислава Володимировича, а за О. Вассерманом і Л. Черепніним — до 1209.
Зміст широкої «Руської правди» в частині кримінального права характеризується заміною норм кровної помсти — грошовими викупами та державними карами — вирами. Відповідальність за невідомого вбивцю поширюється на всю громаду (верв), на території якої сталося вбивство (дика вира); за поранення, образу честі, поряд відшкодування покривдженому, треба було платити державну кару (продаж); за найважчі злочини (розбій, підпал загороди, конокрадство) була встановлена кара «поток і розграбленіє», яка торкалася не лише майна, але і дружини, дітей та самого злочинця. «Руська правда» знає ряд чітких норм цивільного (позики, відсотки, ґрунтові спори, спадщинні приписи) і процесуального права (свідки: видоки і послухи, ордалії; проба заліза і води, «свод», легальна самодопомога; злодія, зловленого на гарячому, «убиють во пса мѣсто»). Ці й інші норми «Руської правди» дають багатий матеріал до всебічного дослідження соціально-економічних і побутових відносин середньовічної України.

## Скорочена «Руська правда»
Скорочена «Руська правда» виникла не раніше XII ст. Це переробка одного із списків «Розширеної правди». Її виникнення пов'язують із спробами кодифікації. Проте на думку британських вчених С. Франкліна та Дж. Шеппарда, Скорочена «Руська правда» є ранішою і датується приблизно XI—XII ст. Історики обґрунтовують свою концепцію тим, що норми Скороченої «Правди» є набагато спрощенішими в порівнянні з Розширеним варіантом, тож, логічно припустити, що правові норми мали б розвиватись у все більш складну систему. Крім того, Розширена «правда», має відсилки до Скороченого кодексу «Правди», зокрема, коли нормами Розширеної «Правди» забороняється смертна кара, як санкція, що була присутня у короткому кодексі.
Виділення в структурі даного документу т. зв. «Найданішої Правди», яку приписують князю Ярославу є всього-на-всього гіпотетичною екстраполяцією з Короткої редакції «Правди».
Коротка редакція «Правди» складається з 43 статей, Перша її частина (статті 1–18), що приписується князю Ярославу характеризується збереженням кровної помсти, всі перераховані матеріальні санкції мали радше компенсаційний характер, а не штраф на користь князя, що ми можемо спостерігати у Розширеній редакції. Зумовлена така ситуація, ймовірно, слабкістю князівської влади на той момент, хоча проти такої концепції категорично виступає М. Б. Свердлов. Проте його зауваження були заперечені С. Франкліном та Дж. Шеппардом, оскільки з аналізу перших 18 статей короткої редакції «Правди» цілком зрозуміло, що князь відігравав другорядну роль у виконанні санкцій
«Правда Ярослава» належить до звичаєвого права. Подібно до всіх інших правових кодексів, вона була написана місцевими говірками, без всякого залучення церковнослов'янської мови, що дозволяє припустити, що документ був відносно самостійним правовим кодексом, що не калькувався з візантійських чи західноєвропейських зразків, проте дане твердження не знайшло вагомих аргументів на свою користь. Проте все ж порівнюючи правові кодекси візантійські, дослідники історії Київської Русі схилилися до думки, що, незважаючи на якісь впливи з боку Візантії чи інших держав, творення «Правд» було місцевим феноменом, який найширшим чином увібрав у себе традиції руського життя.

### «Правда Ярослава»
До сьогодні точаться дискусії про єдність композицій вже не найкоротшої редакції «Правди», а тієї частини, що у історіографії дістала назву «Правда Ярослава». Перші 18 статей, а ще 42 та 43 статті короткої редакції, що їх приписують Ярославу Володимировичу неначе виникають на рівному місці, оскільки нагальної потреби для введення юридичного зводу не було. В дослідників викликає питання і сама єдність «Правди Ярослава», оскільки більшість її статей врегульовують конфлікти на рівні общини, а деякі статті виходять за межі общини, коли мова йде про варяга чи іншого іноземця, що постраждав.
Спробували віднайти причини прийняття Найдавнішого кодексу Ярослава С. Франклін та Дж. Шеппард, які припускають, що пролити світло на це питання допоможе розгляд короткої редакції «Правди» не як конгломерату правових норм, що були затвердження починаючи з Ярослава і закінчуючи Ярославичами. Історики звертають увагу на те, що норми короткої редакції юридичного зводу загалом є дуже сприятливими для князівської влади, оскільки фактично узаконили їх недоторканність та недоторканність їхньої власності. Тож, ймовірно, частина норм, що зазвичай приписується у короткій редакції «Правди» могла належати ще до часів Ярослава.
Ймовірну відповідь на причини виникнення «Правди Ярослава» можна віднайти в Новгородському першому літописі, де говориться, що князь Ярослав, будучи князем Київським уклав збірник правових норм для Новгорода, щоб там дотримувались порядку за його відсутності.

## Характеристика й значення

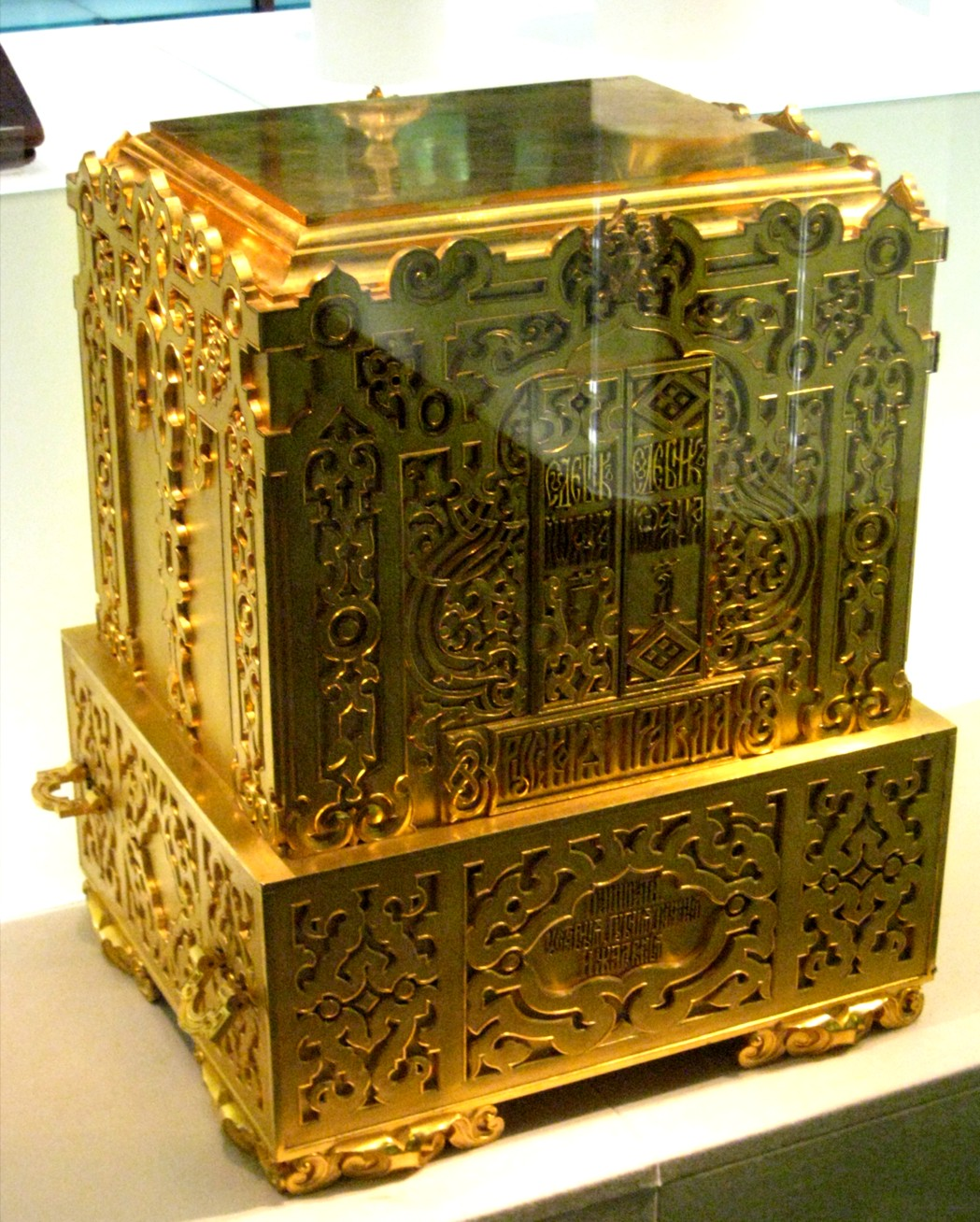
Золотий ковчег для зберігання «Руської правди»

Попри упривілейоване становище вищих прошарків суспільства, всі вільні перебували під опікою «Руської правди», головним завданням якої було давати можливість сторонам боронити свої права на життя, здоров'я і майно, а судові — підставу до справедливого вироку. Характеристичною прикметою «Руської правди» була еволюція в бік гуманності (наприклад, заміна кари смерті грошовою карою).
«Руська правда» є важливим історичним джерелом, яке допомагає дослідникам відтворювати діяльність адміністративного княжого апарату, виявляти нюанси суспільного розшарування, досліджувати вияви фінансових операцій, стежити за технікою управи ріллі, господарським знаряддям та врожаєм. «Руська правда» становить важливе джерело для пізнання найдавніших норм українського звичаєвого права, а згодом княжого законодавства і судових вироків, вона мала безпосередній вплив на всі пам'ятки литовсько-руської доби, а зокрема на Судебник Казимира Ягеллончика 1468 і Литовські Статути (1529, 1566, 1588). За посередництвом Литовського Статуту норми «Руської правди» вміщені також у найвизначнішій пам'ятці українського права гетьманської доби «Права, по которымъ судится малороссійскій народъ» (1743). Сліди «Руської правди» помітні також у працях та правничих збірниках інших слов'янських народів, зокрема польських статутах короля Казимира В. XIV ст. та інших. Проте, за твердженням Ф. Леонтовича, «московське законодавство в час Судебників губить усякий зв'язок з старовинно-руським правом».